# Deutsche Schwimmmeisterschaften 2010
Die 122. Deutschen Meisterschaften im Schwimmen fanden vom 30. Juni bis 4. Juli 2010 in der Schwimm- und Sprunghalle im Europasportpark Berlin statt und wurden vom Deutschen Schwimm-Verband organisiert.
Der Wettkampf diente gleichzeitig als Qualifikationswettkampf für die Europameisterschaften 2010 in Budapest.
| Disziplin           | Männer                                                                      | Männer                                                                      | Männer   | Frauen                                          | Frauen                                          | Frauen   |
| Disziplin           | Name                                                                        | Verein                                                                      | Zeit     | Name                                            | Verein                                          | Zeit     |
| 050 m Freistil      | Steffen Deibler                                                             | Hamburger SC                                                                | 00:22,17 | Dorothea Brandt                                 | SG Neukölln Berlin                              | 00:24,88 |
| 100 m Freistil      | Paul Biedermann                                                             | SV Halle/Saale                                                              | 00:48,80 | Daniela Samulski                                | SG Essen                                        | 00:54,55 |
| 200 m Freistil      | Paul Biedermann                                                             | SV Halle/Saale                                                              | 01:45,84 | Silke Lippok                                    | SSG Pforzheim                                   | 01:57,51 |
| 400 m Freistil      | Paul Biedermann                                                             | SV Halle/Saale                                                              | 03:49,02 | Jaana Ehmcke                                    | Potsdamer SV                                    | 04:12,56 |
| 00800 m Freistil    | Christian Kubusch                                                           | SC Magdeburg                                                                | 07:58,16 | Isabelle Härle                                  | SV Nikar Heidelberg                             | 08:38,02 |
| 01500 m Freistil    | Christian Kubusch                                                           | SC Magdeburg                                                                | 15:15,26 | Isabelle Härle                                  | SV Nikar Heidelberg                             | 16:22,05 |
| 050 m Brust         | Hendrik Feldwehr                                                            | SG Essen                                                                    | 00:27,62 | Dorothea Brandt                                 | SG Neukölln Berlin                              | 00:31,69 |
| 100 m Brust         | Hendrik Feldwehr                                                            | SG Essen                                                                    | 01:01,03 | Sarah Poewe                                     | SG Bayer                                        | 01:08,82 |
| 200 m Brust         | Marco Koch                                                                  | DSW 1912 Darmstadt                                                          | 02:12,37 | Caroline Ruhnau                                 | SG Essen                                        | 02:30,21 |
| 050 m Schmetterling | Steffen Deibler                                                             | Hamburger SC                                                                | 00:23,51 | Lisa Vitting                                    | SG Essen                                        | 00:27,19 |
| 100 m Schmetterling | Steffen Deibler                                                             | Hamburger SC                                                                | 00:52,45 | Sina Sutter                                     | SG Essen                                        | 00:59,43 |
| 200 m Schmetterling | Toni Embacher                                                               | SV Halle/Saale                                                              | 01:59,48 | Franziska Hentke                                | SC Magdeburg                                    | 02:09,17 |
| 050 m Rücken        | Dominik Keil                                                                | SG Essen                                                                    | 00:26,16 | Daniela Samulski                                | SG Essen                                        | 00:28,16 |
| 100 m Rücken        | Stefan Herbst                                                               | SSG Leipzig                                                                 | 00:55,36 | Jenny Mensing                                   | SC Wiesbaden 1911                               | 01:00,76 |
| 200 m Rücken        | Yannick Lebherz                                                             | DSW 1912 Darmstadt                                                          | 01:58,09 | Jenny Mensing                                   | SC Wiesbaden 1911                               | 02:09,52 |
| 200 m Lagen         | Markus Deibler                                                              | Hamburger SC                                                                | 02:00,79 | Annika Mehlhorn                                 | SG Frankfurt                                    | 02:14,93 |
| 400 m Lagen         | Yannick Lebherz                                                             | DSW 1912 Darmstadt                                                          | 04:16,77 | Juliane Reinhold                                | SSG Leipzig                                     | 04:43,68 |
| 4 × 100 m Freistil  | SG Essen Konopka, Schepers, C. Rueter, T. Rueter                            | SG Essen Konopka, Schepers, C. Rueter, T. Rueter                            | 03:20,71 | SV Halle/Saale Rasch, Koch, Michalak, Schreiber | SV Halle/Saale Rasch, Koch, Michalak, Schreiber | 03:45,80 |
| 4 × 200 m Freistil  | SG Bayer Wuppertal/Uerdingen/Dormagen Rötgers, Leßmann, Petrov, Fildebrandt | SG Bayer Wuppertal/Uerdingen/Dormagen Rötgers, Leßmann, Petrov, Fildebrandt | 07:28,15 | SG Essen Wißmann, David, Sutter, Vitting        | SG Essen Wißmann, David, Sutter, Vitting        | 08:18,52 |
| 4 × 100 m Lagen     | SG Essen Keil, Feldwehr, Konopka, T. Rueter                                 | SG Essen Keil, Feldwehr, Konopka, T. Rueter                                 | 03:41,40 | SG Essen Samulski, Ruhnau, Sutter, Vitting      | SG Essen Samulski, Ruhnau, Sutter, Vitting      | 04:06,14 |

1. 1 2  Die Meister über die 800-Meter- und 1500-Meter-Freistilstrecken wurden bereits im Rahmen der deutschen Jahrgangsmeisterschaften vom 24. bis 27. Juni 2010 in Berlin ermittelt.
2. ↑  Deutscher Altersklassenrekord für 19-jährige